# Misrikh-cum-Neemsar
Misrikh-cum-Neemsar (Hindi: मिस्रिख-कम-नीमसार; oft nur Misrikh Neemsar) ist eine Kleinstadt im Zentrum des indischen Bundesstaates Uttar Pradesh, südwestlich von Sitapur.
Die Stadt besteht aus den zwei etwa 10 Kilometer entfernten Stadtteilen Misrikh (Hindi: मिस्रिख; Urdu: مسرکھ نیمسر) und Neemsar (Hindi: नीमसार; auch Naimisharanya, Nimsar oder Nimkhar).
Misrikh ist bekannt für den hinduistischen Weisen Maharishi Dadhichi Maharaj, der in der Stadt seinen Ashram begründete.
In Neemsar liegt der für den Stadtteil namensgebende Tempel Neemsar, der in der Verssammlung Naalayira Divya Prabhandham als einer von 108 Vishnu-Tempeln auftritt. Zudem ist dieser Tempel einer der acht als Swayamvyaktha Kshetra bezeichneten Vishnu-Tempel.

## Geografie
Beide Stadtteile liegen im nordindischen Bundesstaat Uttar Pradesh an derselben Fernstraße zwischen Sitapur und Hardoi; Misrikh liegt näher zu Sitapur, während Neemsar näher bei Hardoi und am Fluss Gomti liegt. Etwas weiter südöstlich liegt Lucknow, die Hauptstadt Uttar Pradeshs. Die Stadt liegt in der Gangesebene und im Einzugsgebiet des Ganges.

## Bevölkerung
Beim Zensus 2001 hatte Misrikh-cum-Neemsar 15.163 Einwohner. Davon waren 53 Prozent Männer und 47 Prozent Frauen; die Alphabetisierungsrate betrug 65 Prozent und ist somit höher als der indische Durchschnitt von 59,5 Prozent. Es zeichnet sich dabei ein deutlicher Unterschied zwischen den Geschlechtern ab. Während bei den Männern die Alphabetisierungsrate 71 Prozent beträgt, sind es bei den Frauen lediglich 58 Prozent. 15 Prozent der Stadtbevölkerung war 2001 unter 6 Jahre alt.
Misrikh-cum-Neemsar ist in religiöser Hinsicht sehr homogen. 96 Prozent der Einwohner bekennen sich zum Hinduismus, andere Religionen stellen nur geringe Anteile.

## Verkehr
Neben einer Fernstraße nach Sitapur verfügen sowohl Misrikh als auch Neemsar über einen eigenen Bahnhof. Der nächste internationale Flughafen ist der Chaudhary Charan Singh International Airport bei Lucknow.